# Keppgrund
Koordinaten: 51° 1′ 20,9″ N, 13° 52′ 18,6″ O

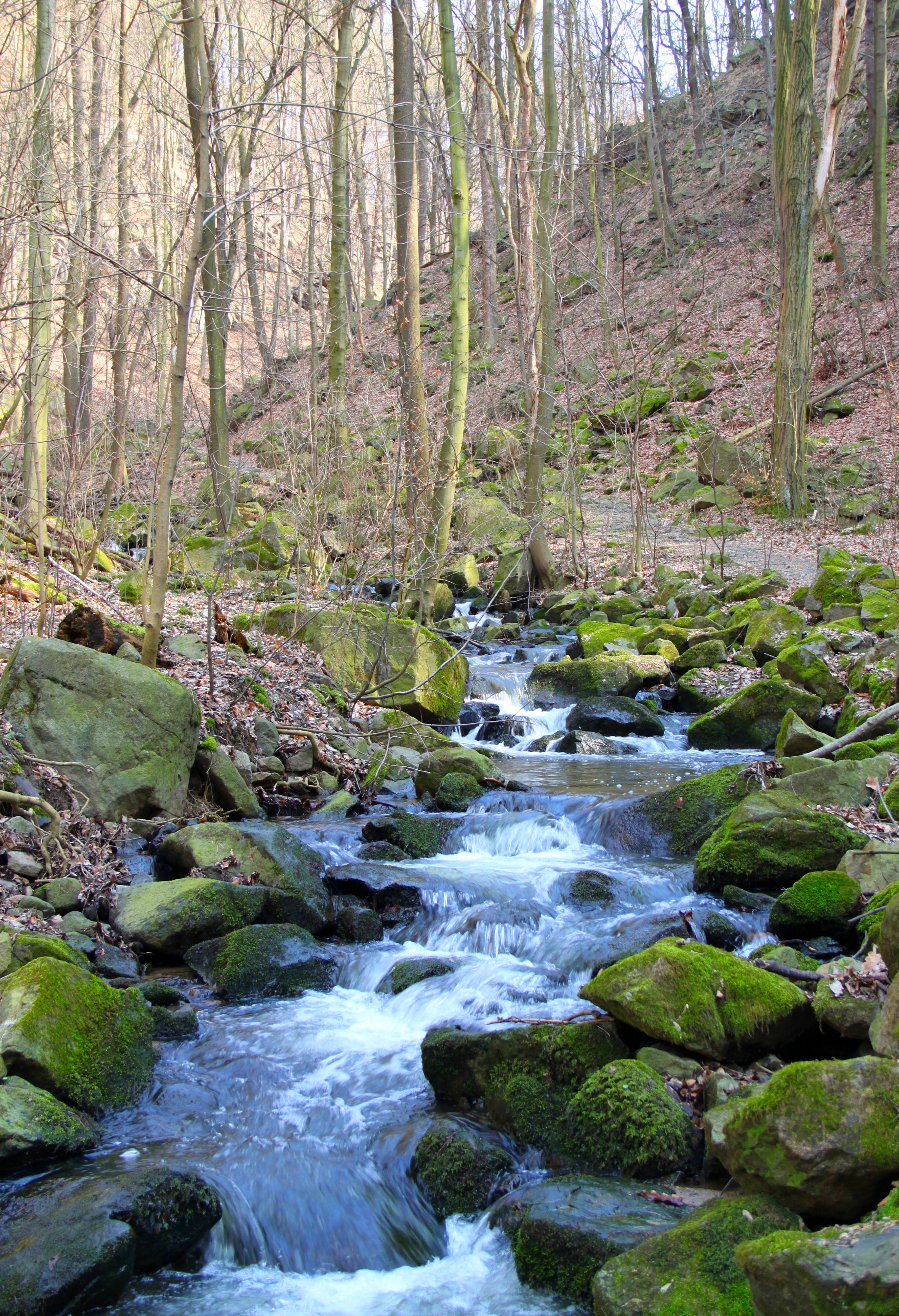
Keppgrund im Winter

Der Keppgrund ist ein rechtselbisches Seitental, das sich zwischen dem Dresdner Ortsteil Hosterwitz über die Keppmühle bis an das Schönfelder Hochland erstreckt. Der Grund wird vom Keppbach durchflossen, der das stellenweise 100 Meter tiefe Kerbtal erzeugte. Das Gebiet gehört zum Landschaftsschutzgebiet „Elbhänge Dresden-Pirna“.

## Geschichte
Ähnlich dem nahen Friedrichsgrund entstand der Keppgrund nach dem Einbruch des Elbtalgrabens mit der Herausbildung der Bruchstufe zur Lausitzer Platte vor ca. 1 Million Jahren, in die der Keppbach sein Kerbtal eingeschnitten hat.
Die Keppmühle wurde 1592/93 in der Öderschen Landvermessung als Keppmill aufgeführt, existierte aber vermutlich schon seit dem 12. Jahrhundert. Erste Ansiedlungen im unteren Teil des Keppgrundes außerhalb des 1406 erstmals erwähnten Ortes Hosterwitz entstanden um 1618. Im Jahr 1721 gab es vier Mühlen im Grund, von denen heute nur noch die Keppmühle erhalten ist.
Im 19. Jahrhundert war der Keppgrund mit der Keppmühle ein bevorzugter Aufenthaltsort Carl Maria von Webers. Das romantische Tal ist auch heute noch ein beliebtes Ausflugsziel.
Der unmittelbar durch den Keppgrund verlaufende Wanderweg zwischen der Keppmühle und dem Grundstück Keppgrund 3 wurde im Oktober 2010 wegen der Baufälligkeit eines im Wegeverlauf liegenden Durchlasses, der Baufälligkeit einer Treppe sowie der fehlenden Standsicherheit einer Treppenstützmauer durch die Stadt Dresden gesperrt. Eine Sanierung ist aufgrund hoher Kosten, schwieriger Bau- und Eigentumsverhältnisse sowie dafür notwendiger umfangreicher Eingriffe in den Naturraum von der Stadt Dresden nicht vorgesehen (Stand Januar 2020). Die Alternativroute führt als Teil des Dichter-Musiker-Maler-Wegs am Südhang des Keppgrundes entlang.

## (Ehemalige) Mühlen
Im Jahr 1721 bestanden am Keppbach vier Mühlen. Drei von ihnen hatten je einen Mahlgang. Heute ist nur noch die Keppmühle erhalten.

### Bockmühle
Am Zusammenfluss zweier Quellflüsse des Keppbachs befand sich die nach ihrem Erbauer Blasius Bock benannte Bockmühle (Schönfeld, Zur Bockmühle 9). 1587 wird die oberschlächtige Wassermühle vom Dresdner Müller George Krauße erworben. Das Mühlengebäude dient heute, zusammen mit einem modernen Anbau, als Wohngebäude.

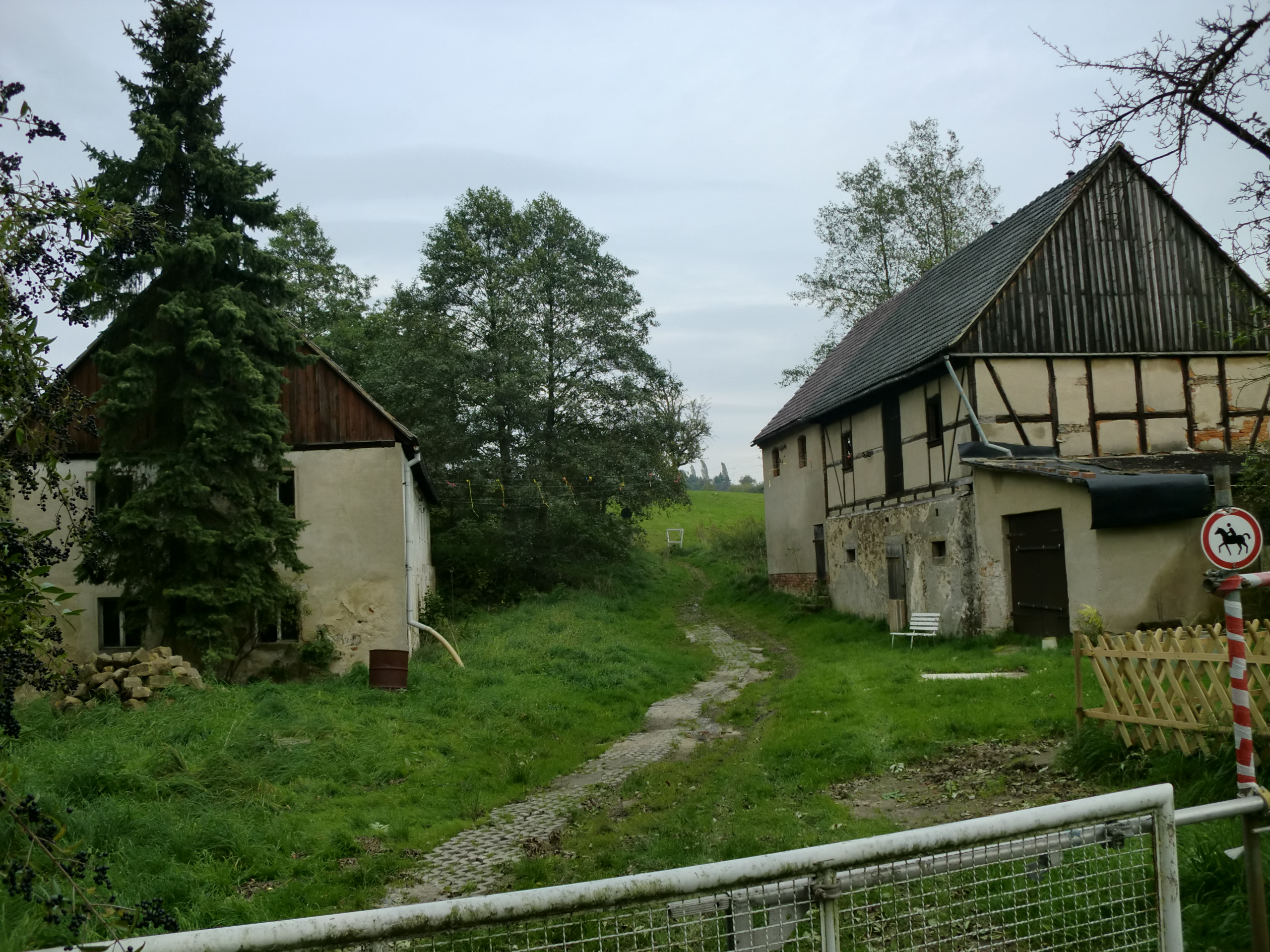
Die Karschmühle 2010

### Karschmühle
Die Karschmühle (Schönfeld, Mittelstr. 42). Christoff Müller, der Sohn des ersten nachweisbaren Flur- und Mühlenbesitzers Blasius Möller übernahm die Mühle 1568. Bis 1621 war die oberschlächtige Wassermühle im Besitz der Familie. Im Laufe der Jahrhunderte trug die Mühle, nach ihren jeweiligen Besitzern, auch die Namen Huhlens Mühle, Felgners Mühle und Niedere Mühle im Eichbusch. Derzeit steht die Mühle leer und ist sanierungsbedürftig.

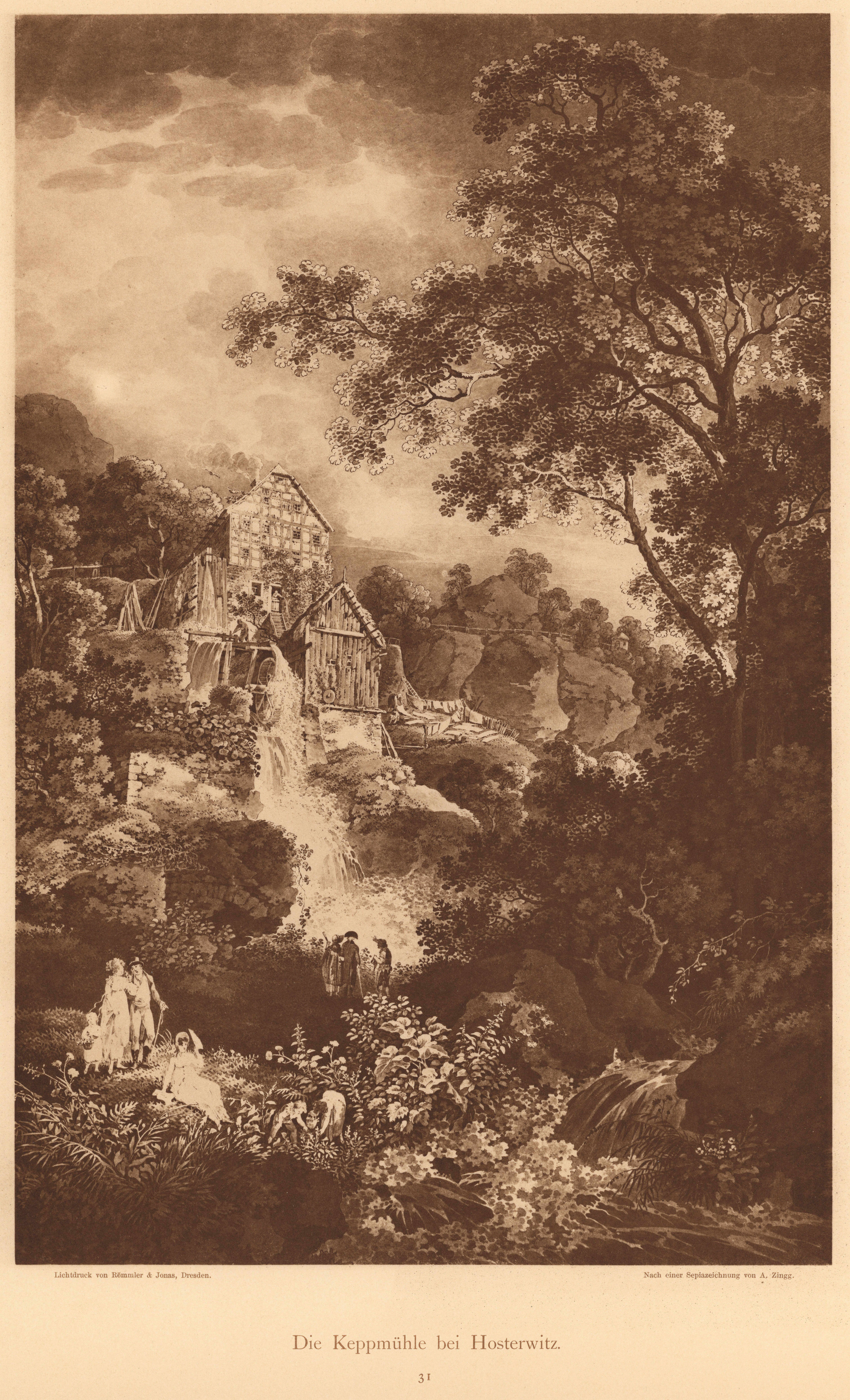
Die Keppmühle um 1800

### Keppmühle
Die Keppmühle (Rockau, Keppgrund 6) wurde bereits 1592/93 in der Öderschen Landvermessung als Keppmill erwähnt. Vermutlich reicht ihre Geschichte bis ins 12. Jahrhundert zurück. Im historischen Häuserbuch von Rockau aus dem Jahr 1595 wird Christoph Richter als Keppmüller genannt. Der Schlussstein des Fachwerkhauses trägt die Jahreszahl 1781. Wahrscheinlich brannte der ältere Vorgängerbau ab. Ab 1786 wurde in der Mühle ein Bier- und Weinausschank eingerichtet.
Während seiner Sommeraufenthalte in Dresden von 1818 bis 1823 war Carl Maria von Weber hin und wieder Gast der Keppmühle. Daran erinnert heute eine Tafel an der Westfassade.
Aufgrund der Lage der Mühle auf einer Felsklippe befindet sich der Mühlteich mit günstigem Höhenunterschied zum oberschlächtigen Mühlrad gleich neben der Mühle. Anfangs führte eine offene Sandsteinrinne das Wasser vor dem Haus entlang zum Mühlrad, später wurde der Zulauf verrohrt.
Da die Mühle schlecht mit Fuhrwerken zu erreichen war und mit dem 19. Jahrhundert Dampfkraft und Strom zum Mühlenbetrieb an verkehrsgünstigeren Orten zur Verfügung stand, wurde der Mahlbetrieb (als einer der letzten Wassermühlen rechts der Elbe) 1902 eingestellt. Anfang des 20. Jahrhunderts erfolgten dann die restlose Entfernung der Mahleinrichtung und die vollständige Umwandlung der Mühle zu einer Gastwirtschaft mit Gästekammern. 1927 wurde eine Gartenterrasse angelegt. Im Jahr 1984 wurde der Gastbetrieb altershalber beendet.
Seit 1988 ist die Keppmühle im Besitz der Familie Kynast. Diese kauften sie mit dem Ziel, die Gastwirtschaft wieder zu eröffnen. Da aber nach dem Ende der DDR ein rentabler Betrieb als unmöglich angesehen wurde, dient die Mühle heute nur noch als Wohnhaus.

### Hosterwitzer Mühle
Erstmals erwähnt wurde die Hosterwitzer Mühle (Hosterwitz, Dresdner Str. 107) im Jahr 1476. Der Keppbach wurde oberhalb der Kornmühle gestaut und über einen Mühlgraben zur Mühle geführt. 1786 erwarb Camillo Marcolini die Mühle, der Mühlteich wurde auf 45 mal 25 Meter vergrößert. Das Mühlwerk hatte einen Mahlgang, der Durchmesser des oberschlächtige Wasserrades betrug vier Meter. Noch 1863 wurde in der Hosterwitzer Mühle Korn gemahlen. 1882 erweiterte Emil Kuhnert diese Mühle zu einem modernen Dampfsägewerk. Gegen Ende des Zweiten Weltkriegs wurde das Säge- und Hobelwerk durch eine Luftmine zerstört. Das Sägewerk wurde wieder aufgebaut und bis in die sechziger Jahre betrieben. Heute befindet sich auf dem Grundstück der Mühle ein Wohnhaus, welches auf den Grundmauern der Brettmühle errichtet wurde.

## Ansichten

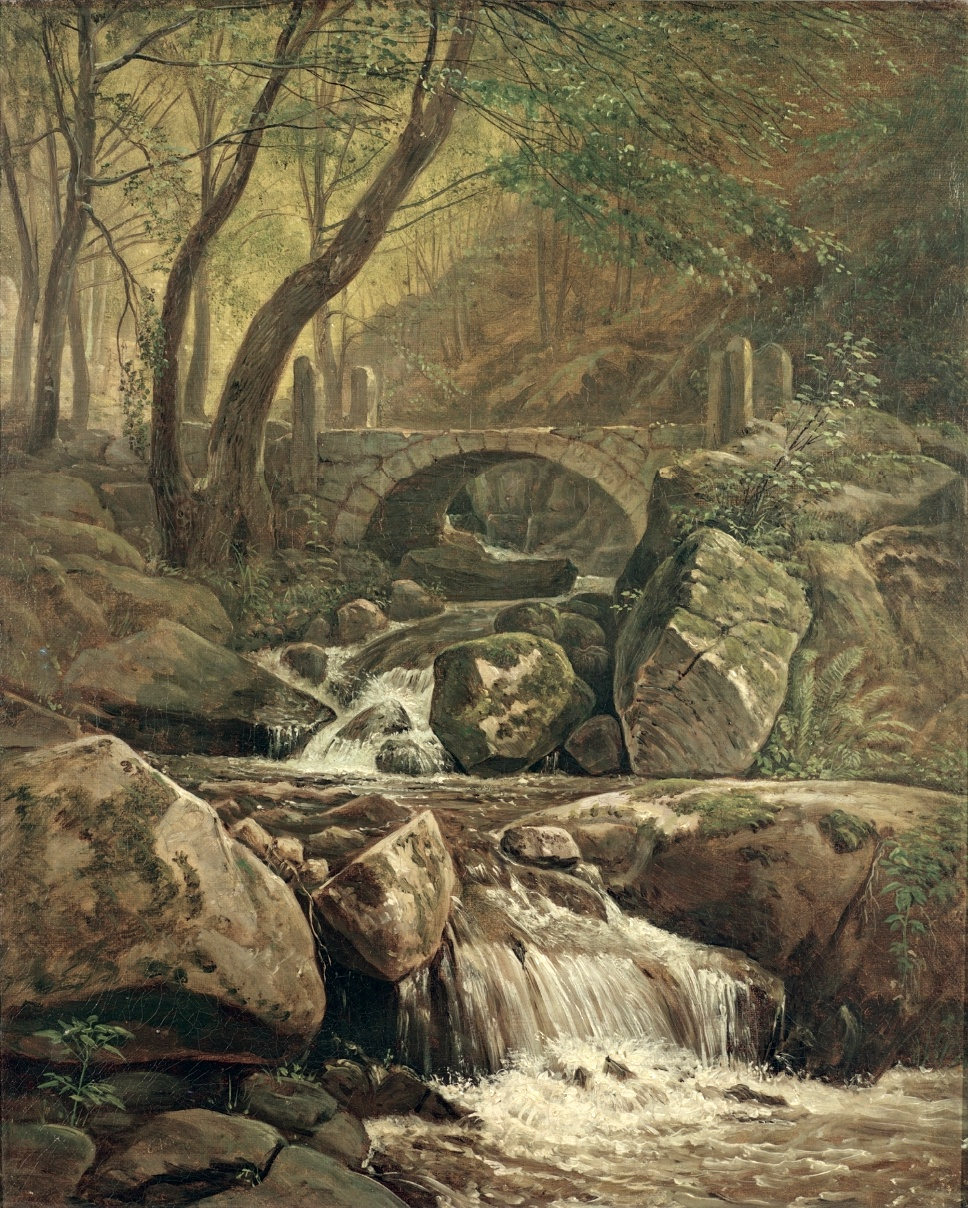
Im Keppgrund bei Hosterwitz (C. G. Carus, ca. 1850/55)
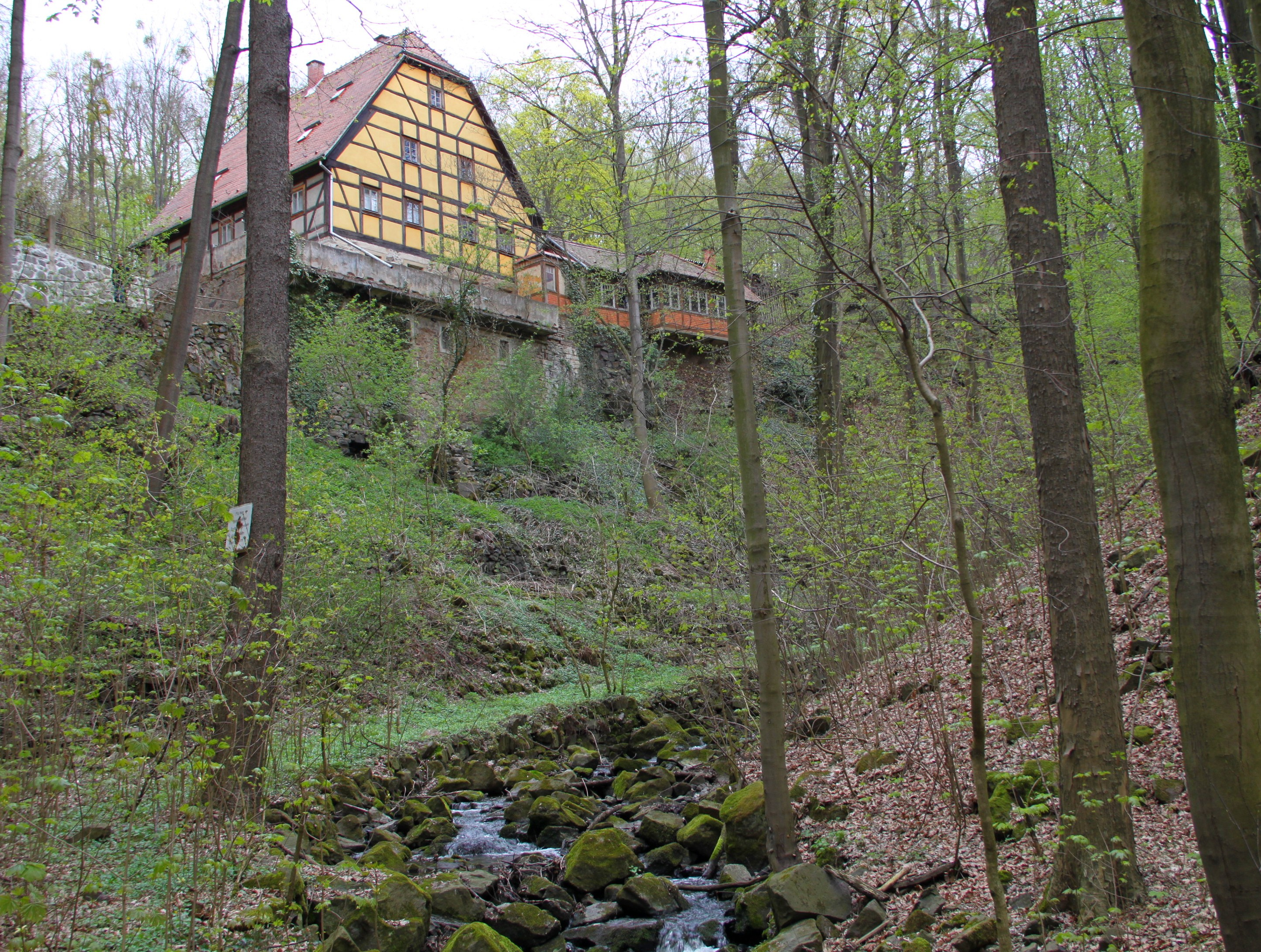
Keppgrund und Südseite der Keppmühle
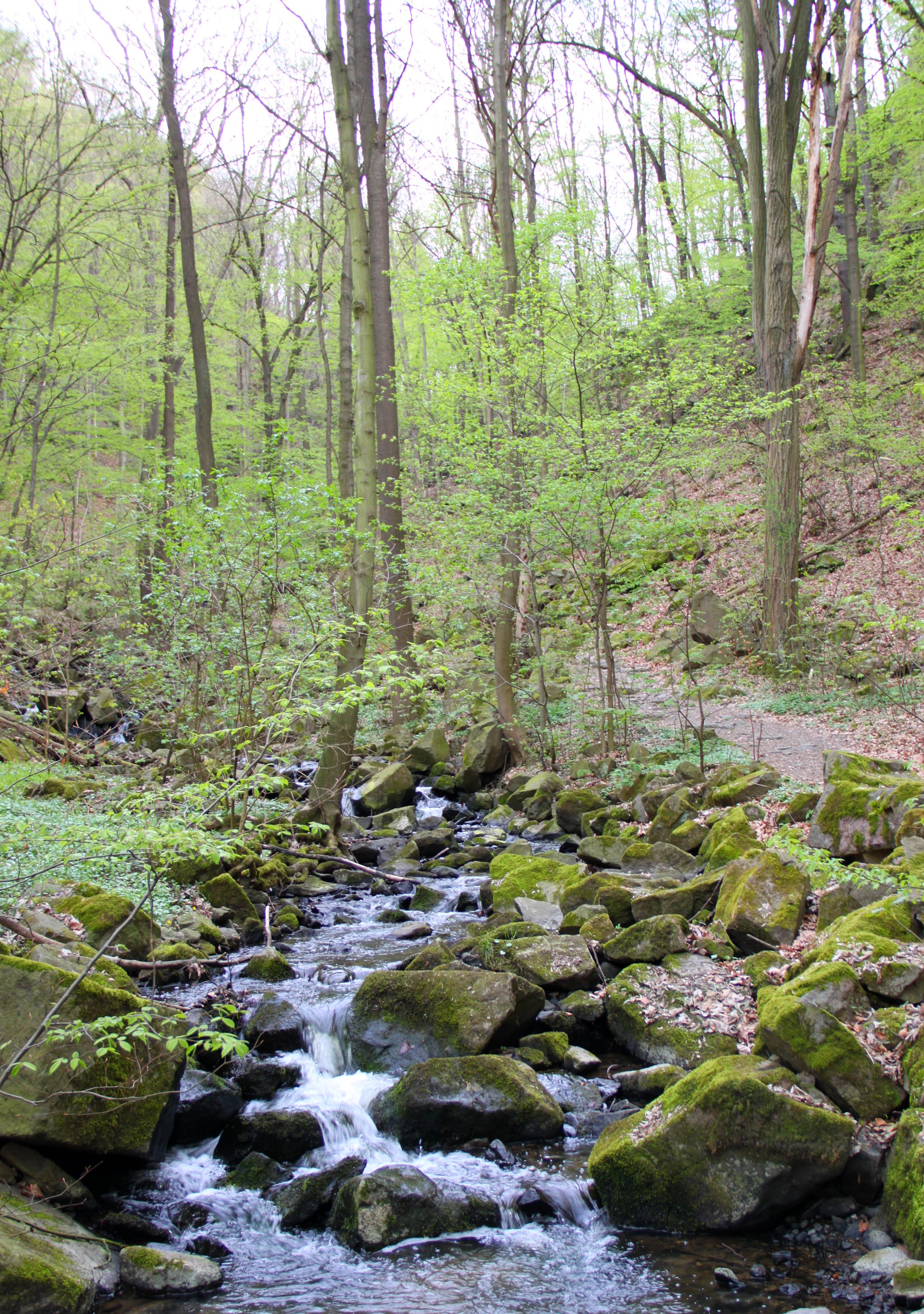
Keppgrund im Frühjahr
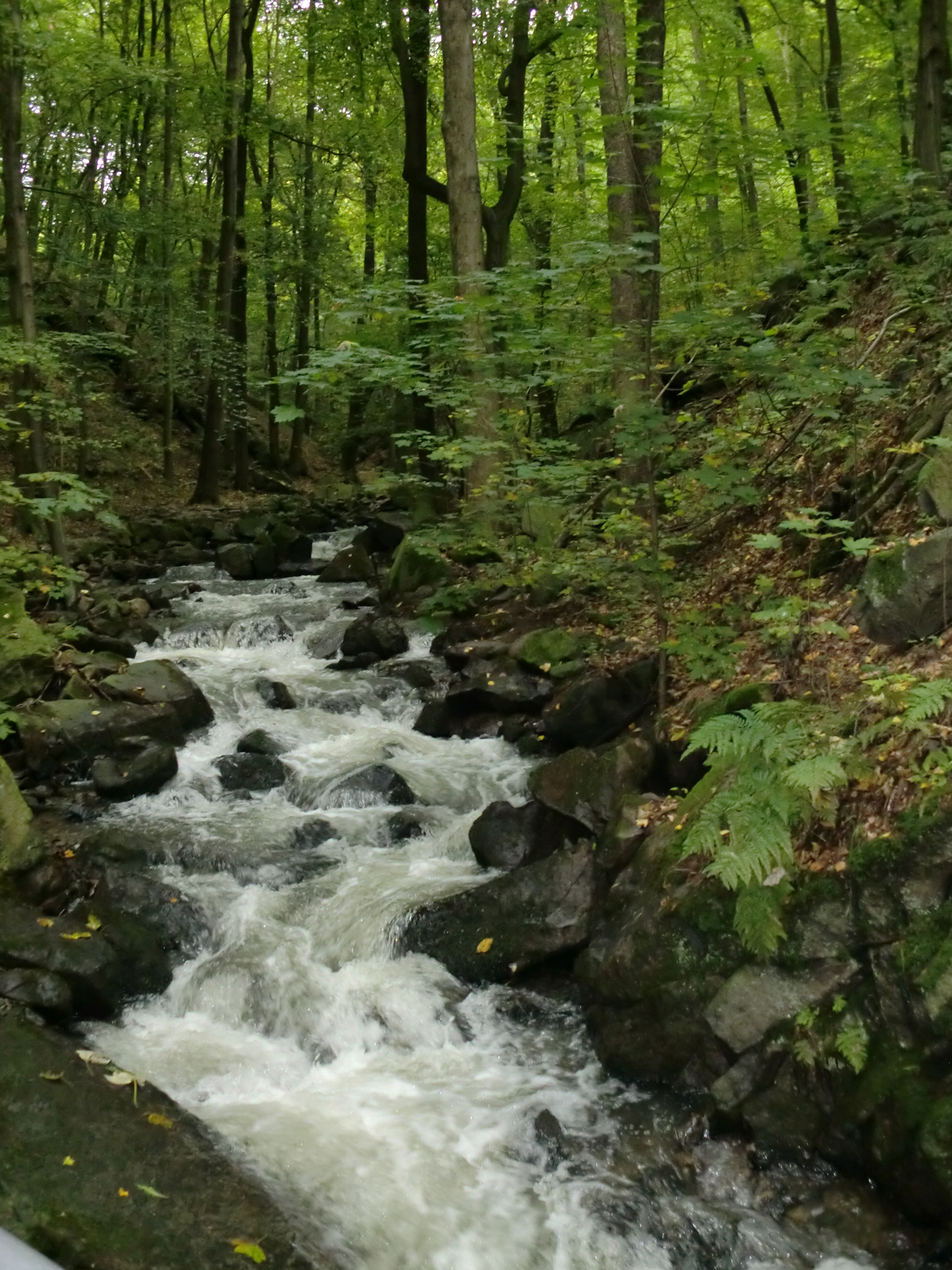
Keppbach

## Trivia
Für das von Carl Maria von Weber geschriebene Stück Der Freischütz diente, neben dem in der Sächsischen Schweiz gelegenen Uttewalder Grund, der Keppgrund als Vorlage der „Wolfsschluchtszene“.